# Кремс II
Кремс II (њем. Krems II) општина је у њемачкој савезној држави Шлезвиг-Холштајн. Једно је од 95 општинских средишта округа Зегеберг. Према процјени из 2010. у општини је живјело 436 становника. Посједује регионалну шифру (AGS) 1060050.

## Географски и демографски подаци
Кремс II се налази у савезној држави Шлезвиг-Холштајн у округу Зегеберг. Општина се налази на надморској висини од 29 метара. Површина општине износи 11,2 km². У самом мјесту је, према процјени из 2010. године, живјело 436 становника. Просјечна густина становништва износи 39 становника/km².